# Scandix parviflora
Scandix parviflora är en flockblommig växtart som beskrevs av G.Retz. Scandix parviflora ingår i släktet nålkörvlar, och familjen flockblommiga växter. Inga underarter finns listade i Catalogue of Life.